# Wir sind mehr

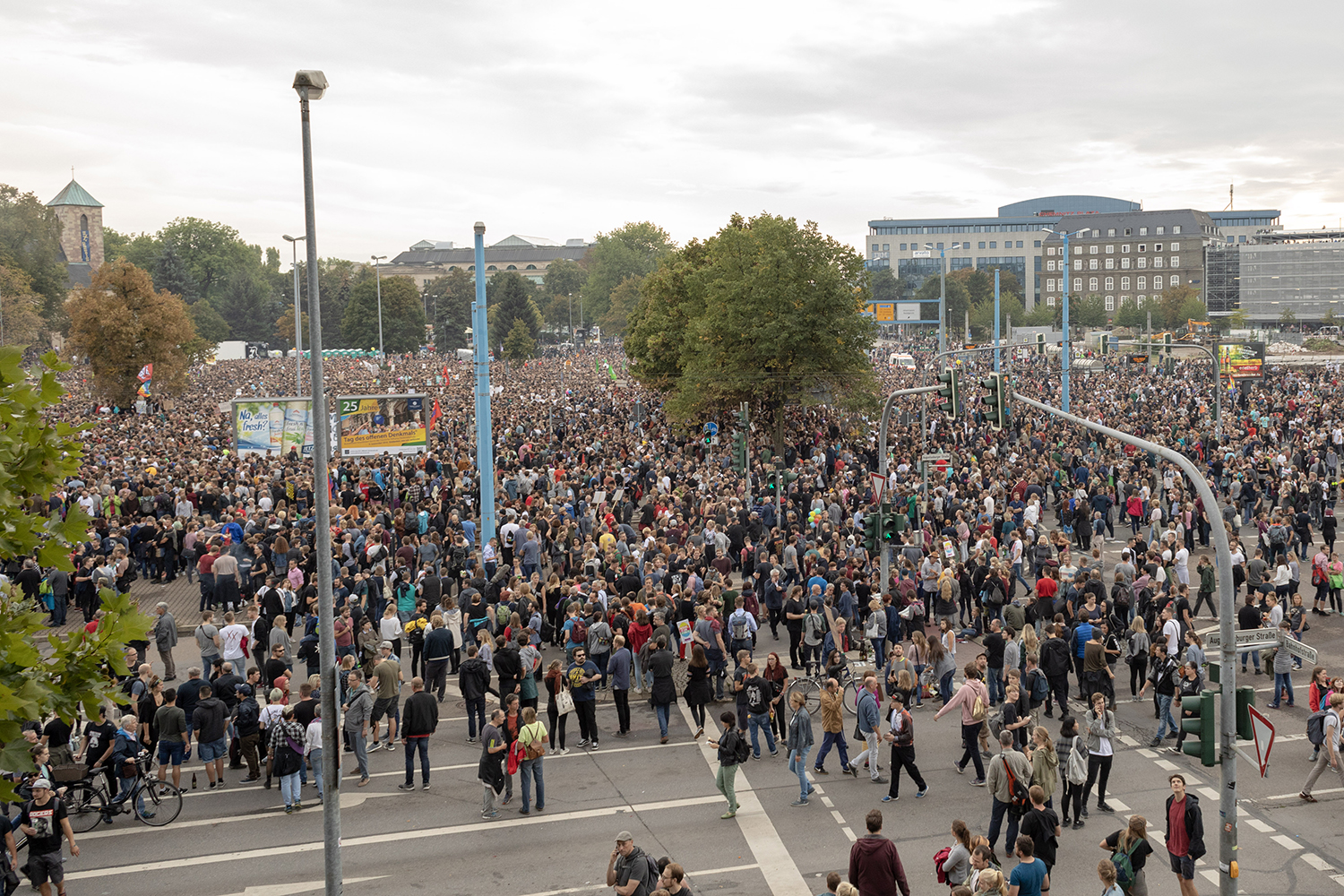
Besucher des Konzerts „Wir sind mehr“

Logo von Wir sind mehr auf Twitter

Unter dem Motto Wir sind mehr fand am 3. September 2018 in Chemnitz ein kostenloses Konzert als Antwort auf die Ausschreitungen in Chemnitz 2018 statt. Das Konzert erreichte eine geschätzte Besucherzahl von 65.000 Menschen. In der Folge wurde der Hashtag #wirsindmehr zur Veranstaltung populär und es fanden einige Nachfolgeveranstaltungen statt. 

## Vorgeschichte
Am 26. August 2018 war am Rande des Chemnitzer Stadtfestes der 35-jährige Daniel H. erstochen worden. Der Tat verdächtigt wurden ein Syrer und ein Iraker. Angeheizt durch Meldungen in sozialen Netzwerken, fand in Chemnitz am 27. August 2018 eine von der Bürgerbewegung Pro Chemnitz angemeldete Demonstration statt, an der ca. 6000 Menschen teilnahmen. Es kam zu fremdenfeindlichen Ausschreitungen. Am 28. August fand in Chemnitz ein von der AfD und der Pegida organisierter „Trauermarsch“ mit ca. 4500 Teilnehmern statt, sowie zeitgleich eine Gegendemonstration mit rund 3000 Teilnehmern.

## Das Konzert
Um den Eindruck zu korrigieren, die Stimmung in Chemnitz sei zugunsten der AfD und ihrer Anhänger „gekippt“, wurde kurzfristig ein Konzert in Chemnitz organisiert, das als Gegendemonstration konzipiert war und unter das Motto „Wir sind mehr“ gestellt wurde. Das Konzert wurde von der Chemnitzer Band Kraftklub mit Unterstützung des Chemnitzer Stadtmarketings organisiert. Der ursprüngliche Veranstaltungsort musste aufgrund großer Nachfrage verlegt werden. Es fand auf einem großen Parkplatz vor der Johanniskirche statt. Am Karl-Marx-Monument wurde eine zweite Bühne für DJs errichtet und im Stadthallenpark wurden Info- und Essensstände aufgebaut. Der Tatort, an dem Daniel H. zu Tode kam befand sich zwischen den beiden Orten der Veranstaltung. Das Konzertgelände war vom Hauptbahnhof aus fußläufig zu erreichen.
An der Veranstaltung nahmen 65.000 Menschen teil. Auf dem Konzert traten Künstler wie Casper, Feine Sahne Fischfilet, K.I.Z, Marteria, Nura, DJ Ron, Die Toten Hosen sowie Trettmann auf. Das Konzert lief friedlich und störungsfrei ab.
Vollständiges Line-up
- 17:00 Begrüßung & Schweigeminute für das Opfer der tödlichen Attacke beim Chemnitzer Stadtfest
- 17:20 – 17:45 Trettmann
- 17:55 – 18:25 Feine Sahne Fischfilet
- 18:35 – 19:05 K.I.Z
- 19:15 – 19:45 Kraftklub
- 19:55 – 20:25 Nura / Marteria & Casper
- 20:40 – 21:15 Die Toten Hosen

Nach dem abschließenden Auftritt der Toten Hosen betraten alle Künstler die Bühne und sangen gemeinsam den Klassiker You’ll Never Walk Alone aus dem Musical Carousel, das später zur Fußballhymne wurde.
Auf YouTube war ein Livestream zu sehen. Das Konzert wurde außerdem im Radio von EinsLive, MDR Sputnik, Deutschlandfunk Nova, N-Joy, You FM, Fritz, UnserDing, Dasding, Bremen Next und Puls übertragen. Im Fernsehen übertrug 3sat die Veranstaltung.

## Kritik und Rezensionen
Kai Butterweck kritisierte auf n-tv, dass auch bei dem Chemnitzer Konzert nur „die üblichen Verdächtigen“ aufgetreten seien. Der „nahezu komplette Deutschpop-Kader“ hingegen habe bislang zu den Vorkommnissen in Chemnitz geschwiegen. „Statt atemlos, tanzt die Creme de la Creme der deutschen Mainstream-Rock- und Pop-Landschaft lieber tatenlos durch die Nacht – und das nicht zum ersten Mal.“ Allerdings bekannte sich Helene Fischer auf ihrer Facebook-Seite und via Instagram zu #wirsindmehr und rief auf ihrem Berliner Konzert am 4. September 2018 ihr Publikum auf, sich zu erheben und so ein Zeichen „gegen Gewalt, gegen Fremdenfeindlichkeit“ zu setzen. Ebenso wiederholte sie das Motto in der am 25. Dezember 2018 ausgestrahlten ZDF-Fernsehsendung Die Helene Fischer Show.
In einem mit Wir sind weniger betitelten Artikel bezweifelte Volker Weidermann in der Druckausgabe vom 8. September 2018 von Der Spiegel, dass sich nach der „Soforthilfe“ durch „das große Konzert der zugereisten Künstler“ und dem Abflauen des Medieninteresses für die Chemnitzer Ereignisse der Slogan „Wir sind mehr“ als richtig erweisen werde. Dabei stützte Weidermann sich auf die Einsichten des 24-jährigen Autors Lukas Rietzschel, der sich jahrelang mit dem Rechtsextremismus in Sachsen beschäftigt hatte und sich auch in seinem 2018 erschienenen Roman Mit der Faust in die Welt schlagen damit auseinandersetzt.
Rietzschel kritisierte darüber hinaus in einem Interview mit dem Deutschlandfunk, dass die große Zahl der den Demokraten in Sachsen zu Hilfe Gekommenen darüber hinwegtäusche, dass vor dem Konzert „das Verhältnis von Rechtsextremen zu denjenigen, die dagegen auf die Straße gegangen sind, fast 5:1 zugunsten der Rechten“ gewesen sei. Die „schweigende Mehrheit in Sachsen“ sei zwar „noch immer da“. Aber sie sei „zugleich stoischer geworden“ und habe „längst nicht mehr diese Präsenz“ [wie in früheren Jahren]. Trotzdem hofft Rietzschel, dass die „Generation Y“, d. h. die in der Berliner Republik Geborenen und Aufgewachsenen, dem „Jetzt reicht's“ der Rechten in ganz Deutschland ein „Jetzt reicht's“ der Demokraten entgegensetzen könne. Das echte Interesse von Künstlern wie Campino für lokale und regionale Protestgruppen am 3. September 2018 sei ein Indiz dafür, dass diese Hoffnung begründet sei.
Christoph Ernst verglich die Veranstaltung in der Zeitschrift Cicero mit dem Festival des politischen Liedes und sprach von einer „moralische[n] Masturbationsgier all derer, die sich gern per Mausklick auf die Seite der vermeintlich Guten schlagen“. Bundespräsident Frank-Walter Steinmeier wurde unter anderem von der damaligen CDU-Generalsekretärin Annegret Kramp-Karrenbauer kritisiert, weil er einen Aufruf zum Konzert weiterverbreitete. Hintergrund war der Auftritt der Band Feine Sahne Fischfilet, die wegen angeblicher linksextremistischer Bestrebungen eine Zeitlang vom Verfassungsschutz Mecklenburg-Vorpommern beobachtet wurde.
In der Bild wurde vor allem der Auftritt von K.I.Z. kritisiert, wobei dabei eine Textzeile aus dem Song Ein Affe und ein Pferd, die sich auf Eva Herman bezieht, sowie eine weitere Textzeile gegen Thilo Sarrazin aus dem Zusammenhang gerissen, zitiert wurde.
Gemäß einer Auswertung des Mikrobloggingdienstes Twitter war #WirSindMehr der meistgenutzte Debattenhashtag des Jahres 2018. Bei der Wahl zum Wort des Jahres in Deutschland landete der Satz auf Platz vier.
Das Konzert wurde im Sächsischen Verfassungsschutzbericht 2019 laut Leipziger Volkszeitung als Beweis für Bündnisse von Nicht-Extremisten und Linksextremisten eingestuft. Der Verfassungsschutz begründete dies mit „Alerta, alerta antifascista“-Rufen, dem Auftritt der Band Feine Sahne Fischfilet sowie eines Danks der Band K.I.Z. an den Schwarzen Block sowie die Chemnitzer Antifa. Die Nennung rief in sozialen Medien sowie in der Öffentlichkeit ein breites Unverständnis hervor. Die AfD dagegen fühlte sich durch die Nennung in ihrer Ansicht bestätigt, dass Linksextremismus in Sachsen ein ernsthaftes und ungelöstes Problem sei. Der Verfassungsschutz Sachsen wehrte sich in einer Gegendarstellung dagegen und nennt die Behauptung der Leipziger Volkszeitung „in dieser Pauschalität unzutreffend“. Vielmehr wollte der Verfassungsschutz darlegen, dass die „Großveranstaltung in Chemnitz mit ihrem unterstützenswerten Anliegen in einzelnen Fällen für extremistische Agitation benutzt wurde“.
Auf ihrem 2022 veröffentlichten Album Kargo thematisieren Kraftklub, die Organisatoren des Konzerts, den Tag nach dem Konzert auf dem Song Vierter September. Der Song handelt davon, das sich am 4. September 2018 nichts verändert hat und „die Züge wieder regulär“ fahren. Der Song beinhaltet ein Sample des Kraftklub-Konzertes.

## Weitere Konzerte und Veranstaltungen

### In Chemnitz
Am 4. Juli 2019 fand in Chemnitz ein „Kosmos-Festival“ in der Tradition des Konzerts Wir sind mehr unter dem Namen „wir bleiben mehr“ statt. Ca. 50.000 Besucher hörten den Künstlern von Tocotronic, Alligatoah, Felix Kummer (Sänger der Band Kraftklub) und Herbert Grönemeyer zu. Sören Uhle, einer der Organisatoren des Festivals, kommentierte die Veranstaltung mit den Worten: „Wir sind mehr als ein Konzert. Wir wollen #wirsindmehr fortschreiben. Wir werben für eine offene Gesellschaft.“
Der Politikwissenschaftler Eckhard Jesse begrüßt, dass sich die Veranstaltung im Juli 2019 nicht nur „gegen rechts“, sondern ausdrücklich für Weltoffenheit und Demokratie ausspreche. Es gelte alles dafür zu tun, damit sich bei den im Herbst 2019 stattfindenden Landtagswahlen in Ostdeutschland, auch in Chemnitz, die Wahrheit des Konzertmottos erweise.

### Außerhalb von Chemnitz

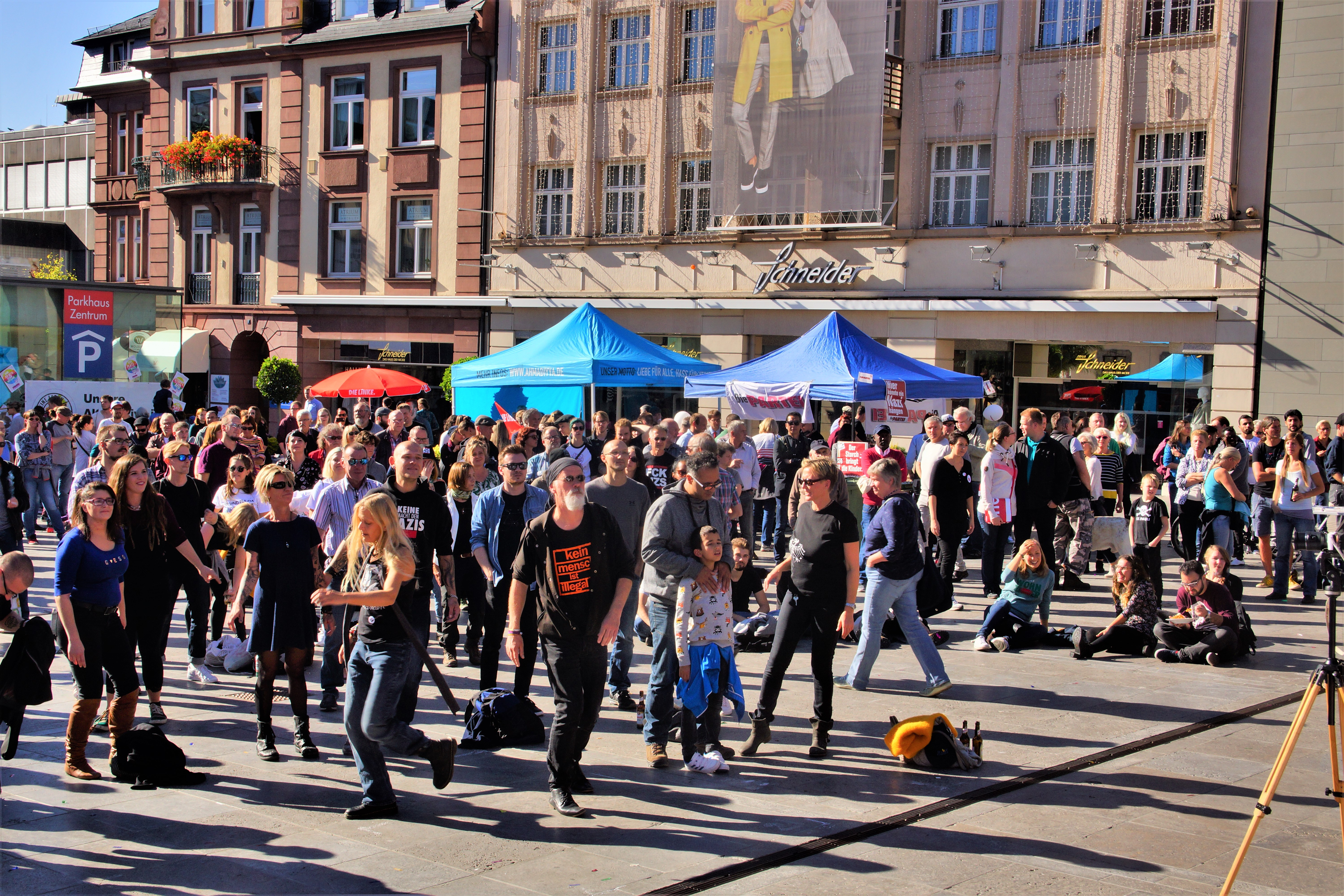
Wir sind mehr in Fulda

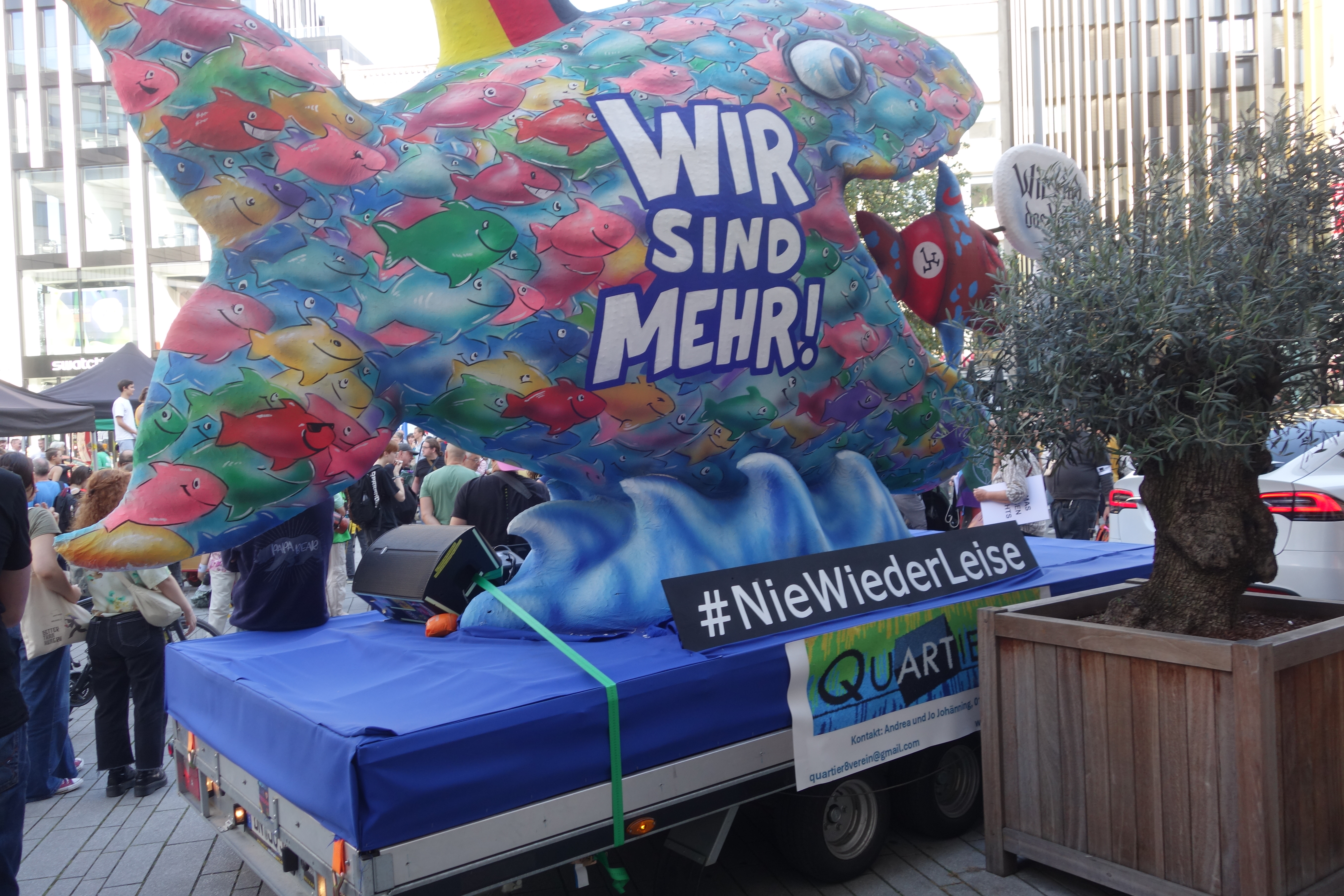
Wir sind mehr in Düsseldorf

Am 1. Oktober 2018 fand unter dem Motto Wir sind mehr in Fulda eine Demonstration und Kundgebung gegen Rassismus und Rechtspopulismus statt, zu der mehr als 50 Organisatoren aufgerufen hatten. Etwa 1000 Teilnehmer beteiligten sich an der Aktion. An Künstlern waren unter anderem Hans Söllner, Microphone Mafia und Bengio beteiligt. Als Redner sprachen Ralf Stegner (SPD), Jan Schalauske (Die Linke), Stefanie Rentsch (Deutscher Evangelischer Kirchentag), Sandro Witt (DGB Hessen-Thüringen), Judith Amler (Attac), Heiko Leimbach (ehemaliger Kreissprecher der AfD) und Jürgen Kasek (Bündnis 90/Die Grünen Sachsen). Anlass des Protestes war eine Demo gegen eine Wahlkampfveranstaltung der AfD in Neuhof.